# Gentile da Fabriano

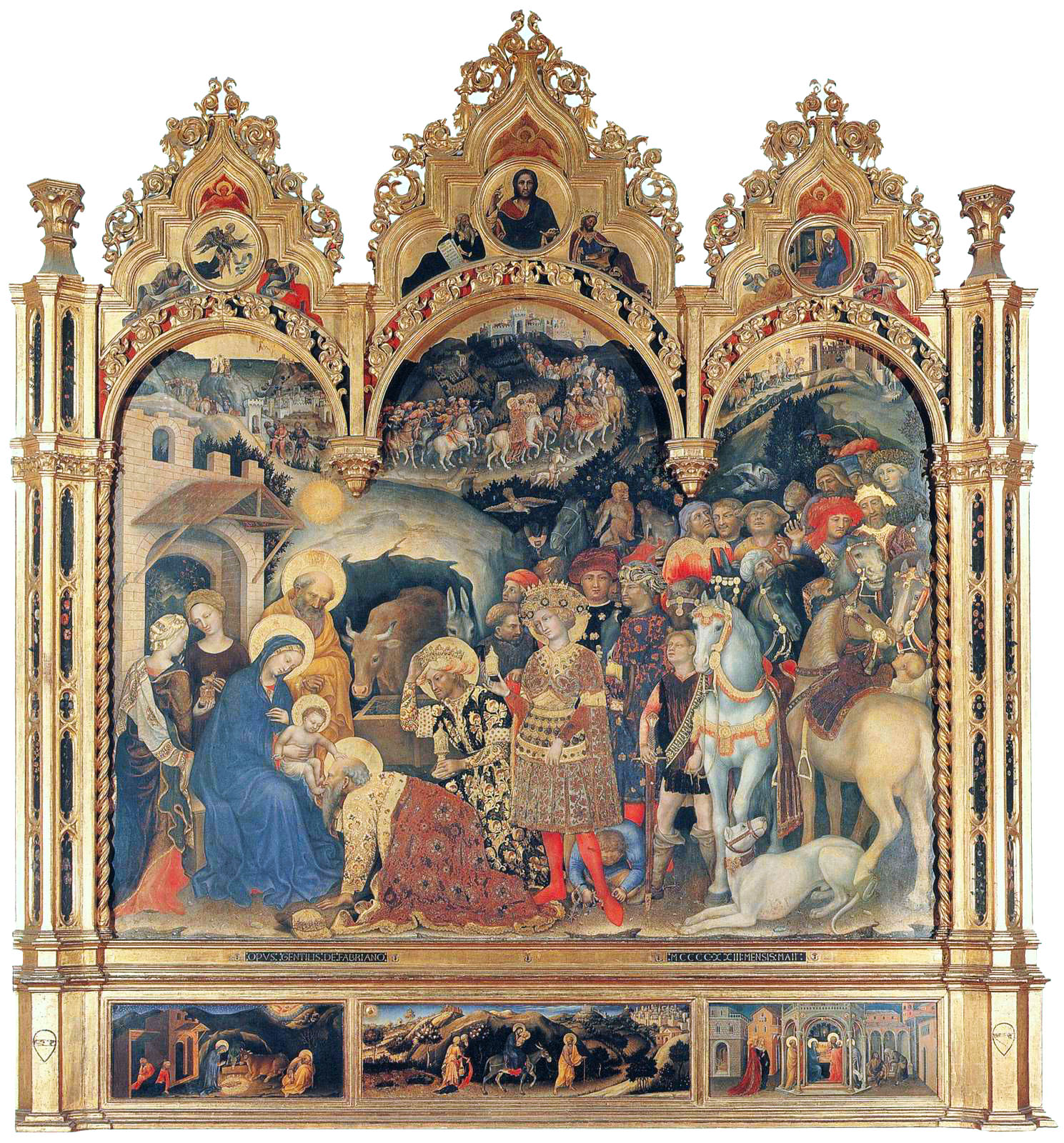
Pokłon trzech króli, 1423, Galeria Uffizi

Gentile da Fabriano (ur. ok. 1370, zm. 1427) – włoski malarz.
Jego sztuka zaliczana jest do okresu przełomu gotyku i renesansu; z jednej strony wpisuje się w nurt zwany gotykiem międzynarodowym, a z drugiej jego skłonność do realizmu zapowiada już czasy nowożytne.
Pochodził z Fabriano. Pracował w Wenecji i Bresci, by w 1420 przybyć do Florencji. Trzy lata później ukończył swoje najważniejsze dzieło – ołtarz Pokłon trzech króli, namalowany dla Palli Strozziego do kaplicy św. Onufrego przy kościele Santa Trinità we Florencji.

## Twórczość
- Pokłon Trzech Króli, 1423, tempera na desce, 300 x 282 cm, Galeria Uffizi, Florencja;
- Zwiastowanie, 1425, tempera na desce, 41 x 48 cm, Muzea Watykańskie (Pinakoteka);
- Madonna z dzieciątkiem w katedrze w Orvieto, fresk;
- Poliptyk rodziny Quaratesi;
- Koronacja NMP;
- Poliptyk z Valle Romita, 1408–1412, tempera na desce, kwatera środkowa 152,7 x 79,6, kwatery boczne 117,6 x 40 cm, kwatery górne 48,8 x 38 cm, Pinakoteka Brera;
- Madonna tronująca z Dzieciątkiem i świętymi Mikołajem z Bari i Katarzyną z Aleksandrii oraz donatorem, 1395–1400, tempera na desce, 131 x 113 cm, Gemäldegalerie, Berlin.